# Seznam italijanskih geologov
Seznam italijanskih geologov.

## A
- Giovanni Arduino

## C
- Gustavo Cumin

## D
- Carlo D'Ambrosi
- Ardito Desio (1897-2001)

## E
- Cesare Emiliani

## F
- Fabio Forte (Trst)

## G
- Paolo Gorini

## I
- Arturo Issel

## L
- Domenico Lovisato

## M
- Giuseppe Mercalli
- Federico Millosevich (1875 – 1942)

## N
- Marco Neri

## P
- Ugo Panichi (1872 – 1966) (mineralog)

## S
- Paolo Savi
- Livio Isaak Sirovich
- Antonio Stoppani

## T
- Torquato Taramelli